# Dwór Nowosiółki

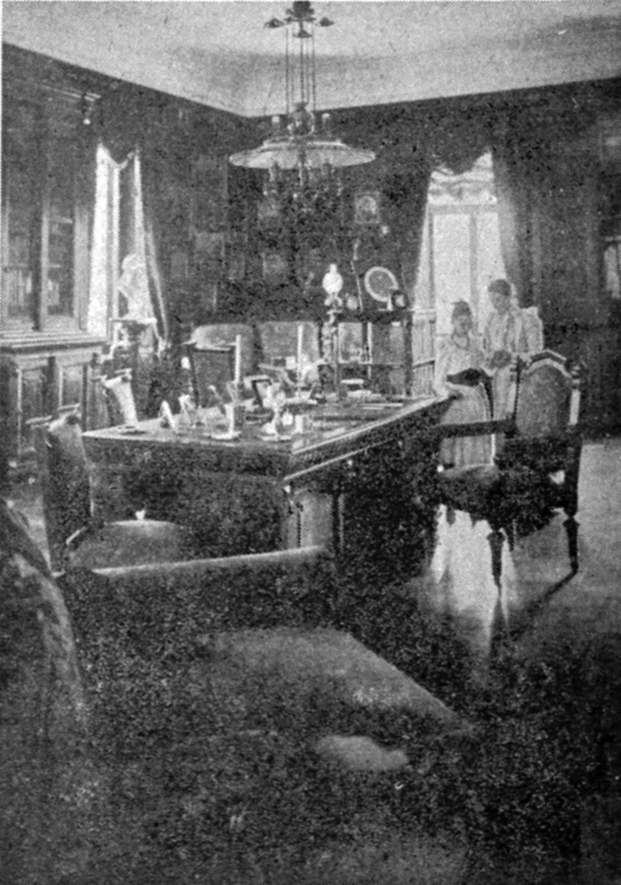
Jeden z pokoi w pałacu, 1896

Dwór Nowosiółki − dawniej samodzielna miejscowość. Obecnie część Ogrodników wieś na Białorusi, w obwodzie grodzieńskim, w rejonie oszmiańskim, w sielsowiecie Nowosiółki.

## Historia
W XVI wieku Nowosiółki należały do klucza ks. Holszańskich. Z czasem przeszły na Radziwiłłów, właścicieli pobliskich Żupran. Weronika Radziwiłłówna (1754–?, córka Michała Kazimierza Radziwiłła Rybeńko i Anny Ludwiki z domu Mycielskiej) wyszła w 1772 roku za Franciszka Stanisława Hutten-Czapskiego, wnosząc mu ten majątek w posagu. Kolejnymi właścicielami byli ich męscy potomkowie, kolejno:
- Karol Józef Czapski (1777–1836), szambelan Stanisława Augusta
- Adam Józef Erazm (1819–1884)
- Adam Ignacy (1849–1914), który tu się urodził i zmarł
- Franciszek Edward (1885–1939), ostatni właściciel Nowosiółek, który tu we wrześniu 1939 roku popełnił samobójstwo[1][2][3].

Po III rozbiorze Polski w 1795 roku majątek znalazł się na terenie powiatu oszmiańskiego (ujezdu) guberni wileńskiej.
W czasach zaborów folwark w gminie Kucewicze, w powiecie oszmiańskim, w guberni wileńskiej Imperium Rosyjskiego. W 1905 roku liczył 153 mieszkańców, 4819 dziesięcin, należał do Czapskich.
W latach 1921–1945 folwark a następnie majątek leżał w Polsce, w województwie wileńskim, w powiecie oszmiańskim, w gminie Kucewicze.
W 1931 majątek w 15 domach zamieszkiwało 156 osób.
Wierni należeli do parafii rzymskokatolickiej w Żupranach i prawosławnej w Oszmianie. Miejscowość podlegała pod Sąd Grodzki w Oszmianie i Okręgowy w Wilnie; właściwy urząd pocztowy mieścił się w Oszmianie.
Po II wojnie światowej w granicach Związku Sowieckiego. Od 1991 w niepodległej Białorusi.

## Pałac Czapskich
Adam Ignacy Czapski zbudował tu w 1893 roku ogromny, jeden z największych na Wileńszczyźnie, siedemnastoosiowy, dwukondygnacyjny, eklektyczny pałac z trzema ryzalitami. Skrajne ryzality były wyższe niż główny korpus. Budynek był przykryty płaskim, gładkim dachem. Wzdłuż całej elewacji ogrodowej ciągnął się duży taras, z którego do parku wiodły dwuramienne schody. Dalej było zejście do rzeczki Oszmianki. Pałac był bogato wyposażony w cenne meble i dzieła sztuki. Na ścianach wisiały obrazy Tiepola i Canaletta, na stołach podawano cenną porcelanę i srebra. Była tu bogato wyposażona biblioteka. Pałac był najzasobniejszą rezydencją Czapskich na Białej Rusi. Został spalony w czasie I wojny światowej. To, co właściciele próbowali odtworzyć, zrabowała okoliczna ludność we wrześniu 1939 roku.
Pałac był oddalony o około 2 km (na północny zachód) od wsi, był otoczony parkiem krajobrazowym, znacznie starszym niż rezydencja.
Do dziś z pałacu pozostało jedynie kilka strzaskanych kolumn w rumowisku gruzów w zdziczałym parku na wzgórzu. Zachowały się dwie stajnie z kamienia polnego. Stoi jeszcze ruina dawnego spichlerza, resztki młyna wodnego i parku.
Majątek Nowosiółki został opisany w 4. tomie Dziejów rezydencji na dawnych kresach Rzeczypospolitej Romana Aftanazego.